# Home Counties

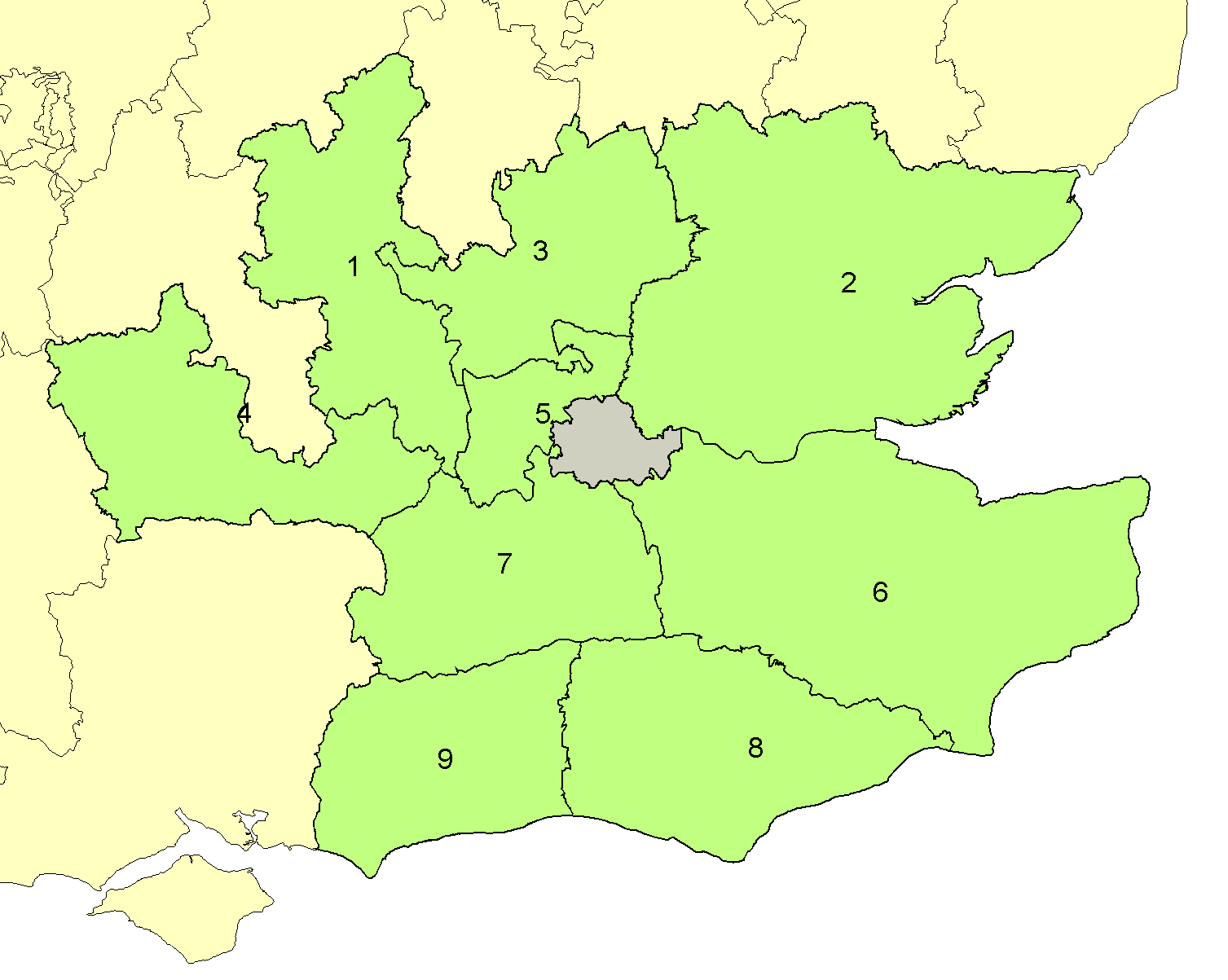
Les Home Counties en 1921. 1. Buckinghamshire, 2. Essex, 3. Hertfordshire, 4. Berkshire, 5. Middlesex, 6. Kent, 7. Surrey, 8. Sussex de l'Est, 9. Sussex de l'Ouest.

« Home counties » (« comtés domestiques ») est une expression servant à désigner les comtés anglais situés autour de Londres. Elle est utilisée en ce sens depuis la première moitié du XIXe siècle. Les comtés concernés ont varié avec l'évolution des limites administratives.
L'appellation remonte à l'ancienne cour d'assises itinérante qui suivait le Home circuit des comtés les plus proches de Londres, ou de Westminster, et où la cour avait son siège plus ou moins permanent. Avec le temps, l'expression a perdu son sens pénal et se réfère maintenant aux comtés limitrophes du Grand Londres.
En 1851, l'annuaire du Royal Mail regroupait sous ce nom l'Essex, le Hertfordshire (aujourd'hui dans la région d'Angleterre de l'Est), le Kent, le Surrey, le Sussex de l'Est et le Sussex de l'Ouest (aujourd'hui dans la région d'Angleterre du Sud-Est) et le Middlesex (aujourd'hui disparu). Le Bedfordshire, le Berkshire et le Buckinghamshire y sont généralement aujourd'hui associés, voire avec l'extension de l'aire urbaine de Londres le Hampshire et certaines zones du Cambridgeshire, du Dorset et de l'Oxfordshire.